# Улан Дабан
Улан Дабан или хребет Хумболт (на китайски: 黨河南山 – Ulan Daban) е планински хребет в Западен Китай, в провинции Цинхай и Гансу, в западната част на планинската система Наншан. Простира се от запад-северозапад на изток-югоизток на около 250 km и височина до 5300 – 5400 m. Издига се над обкръжаващите го плата на 1000 – 2000 m. Хребета е слабо разчленен и повечето от проходите се намират над 4000 m. Изграден е предимно от седиментни скали. Има малки ледници и е покрит с растителност характерна за студените високопланински пустини. Хребетът Улан Дабан е открит, първично изследван и картиран от известния руски пътешественик Николай Пржевалски през 1880 г. и е наименуван от него в чест на видния немски географ и естествоизпитател Александър Хумболт.